# Geschiedenis van Veghel

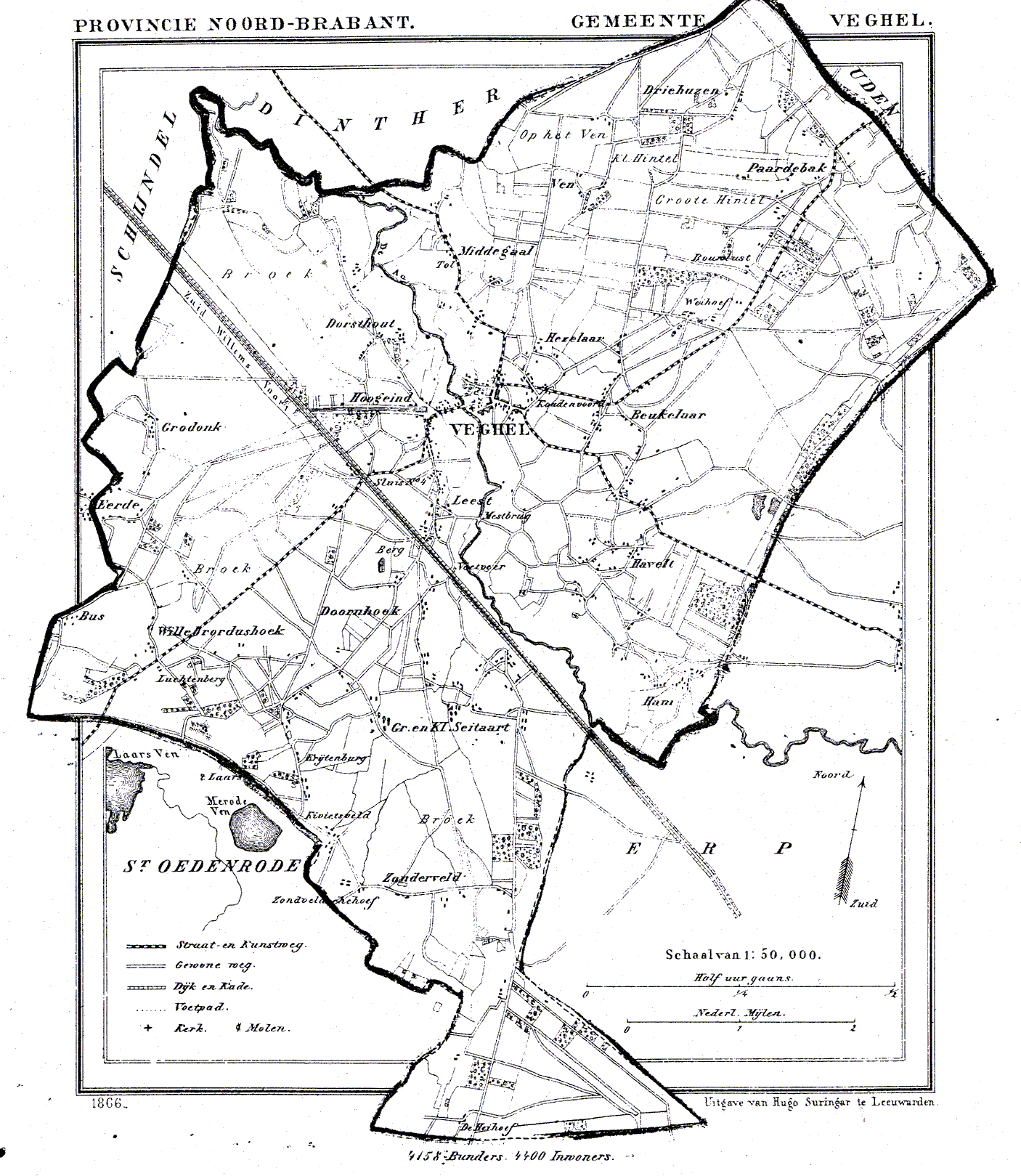
Veghel in 1866

Dit artikel behandelt de geschiedenis van de Noord-Brabantse plaats Veghel.

## Prehistorie en Romeinse tijd
In de nieuwe steentijd (vanaf 5.300 v. Chr.) ontstonden er vaste woonplaatsen in de Lage Landen. Aanwijzigingen voor vaste bewoning in het gebied van het latere Veghel blijven schaars tot in de ijzertijd (800-12 v. Chr.), Bewoning in de ijzertijd is in Veghel aangetoond door archeologisch onderzoek zoals dat aan de Peellandstraat. Langs de oevers van de Aa zijn verschillende vondsten gedaan uit de Romeinse tijd.

## Graafschap Rode en ontstaan Veghel
Veghel is ontstaan in de vroege middeleeuwen. De plaatsnaam gaat, wat het laatste deel betreft, vermoedelijk terug op lo, een oud woord voor bos. De betekenis van het eerste deel van de plaatsnaam is nog onduidelijk.
Na een periode van (nagenoeg gehele) ontvolking vonden in de late zesde of zevende eeuw de eerste ontginningen plaats op vruchtbare bosgronden op de Boekt (tegenwoordig Scheifelaar) aan de oostkant van de Aa. Daar zijn aanwijzingen gevonden voor een landgoed met horigen, ofwel een domein. De domeinheer sprak recht over zijn horigen. Er werd een kerkhof aangelegd op een oude grafheuvel en er stond ook de eerste kerk van Veghel. Het recht om de Veghelse pastoor te benoemen was verbonden aan het bezit van de Laarakker, een perceel dat eertijds tot het oude domeingoed behoorde. Later ontstonden er ook boerderijen van vrije boeren aan de oostkant van de Aa (Dorshout, Zijtaart, Eerde) waaraan al dan niet horigen verbonden waren. Heel oud ploegland bevond zich waarschijnlijk ook ten noorden van Eerde en op een kleine zandrug bij het Ven. 
Tussen ongeveer 1175 en 1250 kwamen de horigen vrij en ontstond de dorpsgemeenschap Veghel, zoals we die uit latere tijd kennen, met een eigen parochiekerk, gemene gronden, armenzorg en school. De verplaatsing van de kerk van de Boekt naar de latere plaats aan de markt zal ook in deze periode plaatsgevonden hebben. Bij zowel de oude als de nieuwe kerkplaats bevond zich een overgang over de rivier de Aa. Rond 1200 bevonden de meeste cultuurgronden zich nog in een strook aan weerszijden aan de Aa. Tussen Veghel en Mariaheide was een groot blok heide aan particulieren verkocht, wat eeuwenlang heide, hooi- en weiland is gebleven. Akkerland bevond zich rond 1200 ook op andere plaatsen in Mariaheide en Eerde en op Zondveld.
In de twaalfde eeuw spraken de heren van Rode waarschijnlijk openbaar recht te Veghel, in 1231 werd dit rechtsgebied met toebehoren aangeduid als het graafschap Rode (Sint-Oedenrode). In die periode werd het 'Roois recht' ook in Veghel gebruikt. De heren van Rode bezaten in Veghel het leengoed Perlaer, de latere Baecxhoeve.

## Hertogdom Brabant

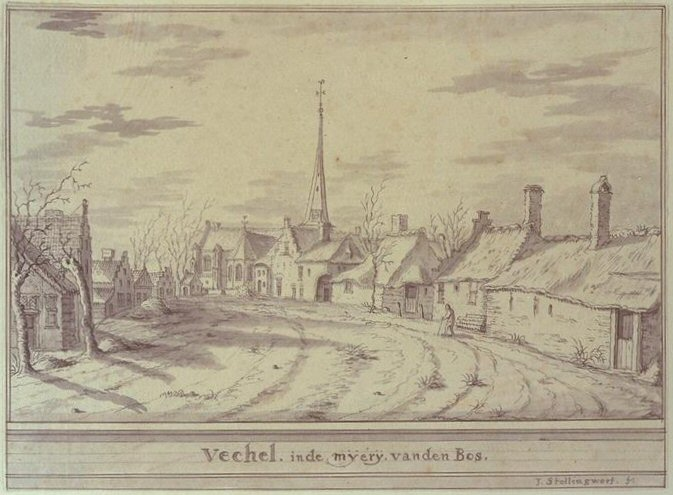
"Vechel in de Meyery", Hoofdstraat in 1676.

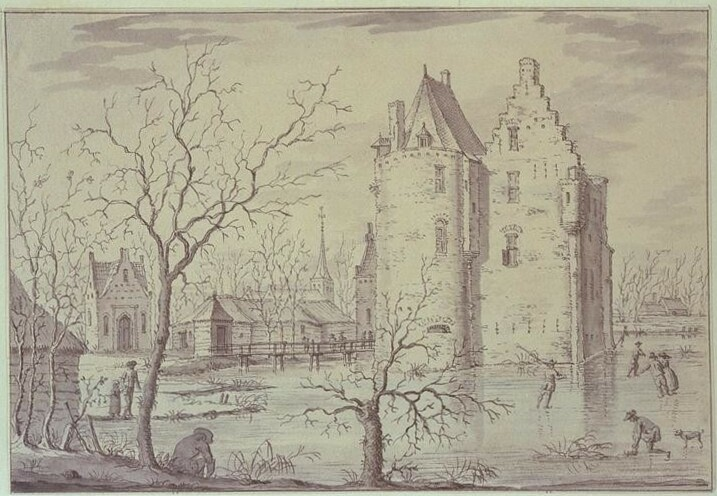
Het kasteel Frisselstein aan de Aa in 1676.

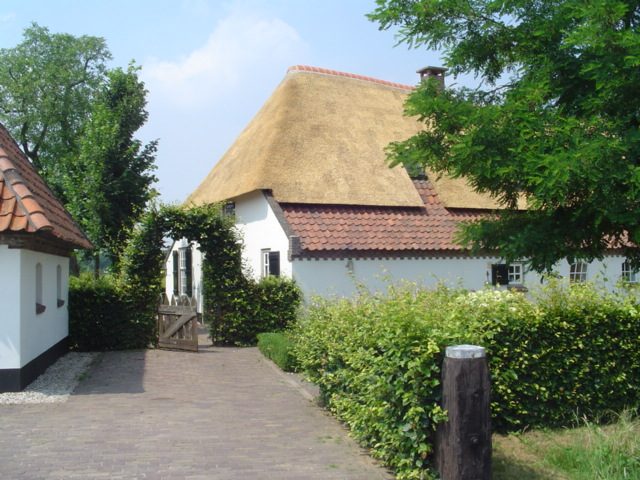
Achttiende-eeuwse boerderij te Veghel, Havelt.

Met de verkoop in 1231 van het graafschap Rode door de graaf van Gelre aan de hertog van Brabant kwam Veghel bij het hertogdom Brabant als onderdeel van de Meierij van 's-Hertogenbosch en het kwartier Peelland. Uit de Brabantse periode dateren veel gegevens over het dorp Veghel. De hertogen van Brabant hadden in Veghel verschillende leengoederen: de Baecxhoeve, Te Overacker, Overaa, Poederveldse Hoef, Havelt, Langvelt (op het Ham) en Eerde (eertijds onder Sint-Oedenrode).
Jan II van Brabant gaf in 1303 Gerlacus van den Bosch vrijheid van bede en heerdienst voor zijn hoevenaren op het goed Ten Bogharde aan het Havelt. In 1367 stichtte Arnoldus Rover de Tafel van de H. Geest voor de armenzorg. In 1310 gaf Hertog Jan II van Brabant aan de parochianen van Veghel een oorkonde uit, waarin hij hen toestond de gemeentegronden te gebruiken en impliciet beloofde deze rechten te beschermen. Die gronden werden overigens al veel eerder gezamenlijk gebruikt. De grenzen van de gemeentegronden lagen deels al vast in 1299, toen de hertog van Brabant op de grens van Sint-Oedenrode, Schijndel en Veghel de Koeveringse molen liet bouwen.
Op 4 mei 1559 pandde Walraven van Erp, lid van het aanzienlijke geslacht van Erp, die op Kasteel Frisselstein te Veghel woonde, de heerlijkheid van de dorpen Erp en Veghel voor een bepaald bedrag van de hertog Brabant. Hij kreeg hierdoor naast meer aanzien het toezicht over de rechtspraak, bepaalde inkomsten zoals een deel van de boeten en had het recht om bepaalde functionarissen aan te stellen. In 1639 werd de heerlijkheid door de overheid weer afgelost. Leden van de familie van Erp werden ook Erp van Middegaal genoemd, naar het gehucht Middegaal onder Veghel. Daar stond vanouds het huis Middegaal, dat in 1698 wordt omschreven als: "Eene schoone huysinge ofte casteeltje met neerhuysinge, schure, hoff, boomgaard, ackerland, hoy ende weylanden, malkanderen in eenen plack aangelegen, gelegen tot Vechel ter plaetse genaemt Middegael." Andere rechten, waaronder het Veghels tiendrecht, werd gedurende de vijftiende en zestiende eeuw bezeten door de aanzienlijke familie Heym, waarvan verschillende leden het ambt van hoofdschout van 's-Hertogenbosch bekleedden.
In deze periode bestonden er enkele geestelijke instellingen uit 's-Hertogenbosch als bezitters van goederen in Veghel, waaronder de Cruysbroederhoeve (Kruisbroeders) aan het Dorshout, de Monnicshoeve (Heylissem) of het goed Davelaar (Bossche Geefhuis) aan het Havelt. Eind 16e eeuw gaat het slecht met de Meierij. Tijdens de Gelderse Oorlogen plundert en brandschat de Gelderse hoofdman Maarten van Rossum de Meierij. In dat jaar gaat vanuit 's-Hertogenbosch het bevel aan de dorpen langs de Aa om de bruggen te slopen, zodat de vijandelijke troepen niet kunnen passeren. In hetzelfde jaar moet de Veghelse brug echter weer hersteld worden voor de doortocht van de eigen legers. In 1543 worden inwoners van het kwartier Oisterwijk opgeroepen om zich in het Peelland bij Veghel en Erp te verzamelen en daar de Gelderse invallers te weerstaan.
Ook tijdens de Tachtigjarige Oorlog had Veghel, net als omringende plaatsen, te lijden onder oorlogsgeweld. In 1583 werd het dorp evenals Sint-Oedenrode en Schijndel door Staatse troepen onder baron van IJsselstein platgebrand en verwoest. De inwoners van Sint-Michielsgestel, Gemonde, Sint-Oedenrode, Heeswijk, Dinther, Erp en Veghel hadden op dat moment reeds het bevel gekregen om al het graan te dorsen en dit met turf en hout naar Den Bosch te brengen, zodat het niet in handen zou vallen van Staatse krijgsbendes. Ook in 1587 vielen Staatse troepen onder de graaf van Hohenlohe de Meierij binnen. Zij bereiken Veghel op hun doortocht van Erp naar Schijndel. Het kasteel Frisselstein werd dat jaar gebrandschat. Het loopt uit op gevechten, waarbij bijna zeshonderd boeren om het leven komen en waarbij verschillende huizen worden verbrand. In juli 1629 legert het Spaanse leger onder graaf Hendrik van den Bergh zich in Veghel, wanneer het vanuit Boxtel richting de Maas trekt.
In de roerige oorlogsperiode breekt in 1616 in Veghel en omliggende dorpen de pest uit. De magistraat van 's-Hertogenbosch verbiedt daarop Veghelaren de stad in te komen. Ook mogen de Bossche bedelorden zich dat jaar niet in Veghel begeven.

## Staats Brabant

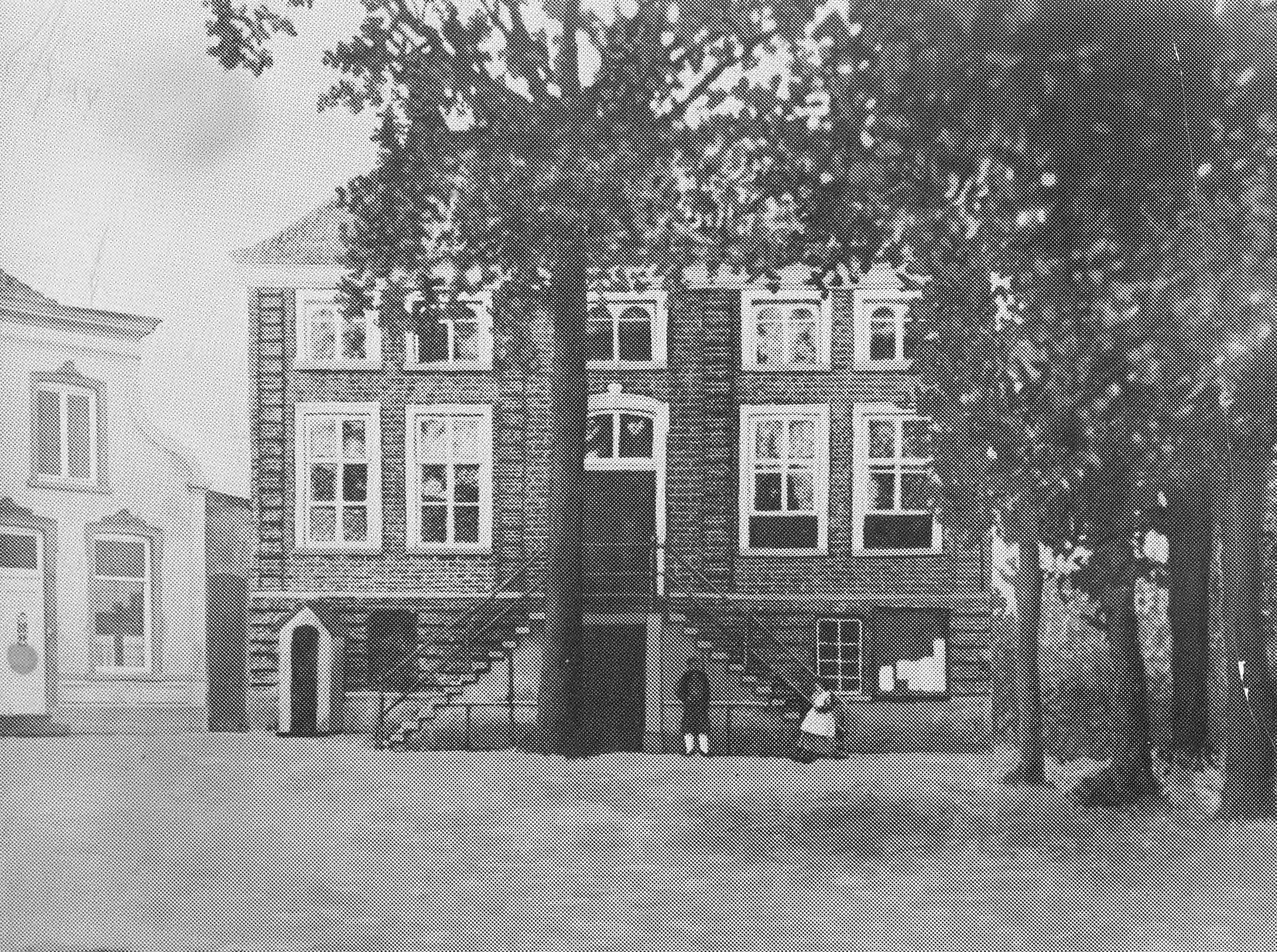
Raadhuis van 1781 in de Hoofdstraat, hier was tevens de boterwaag gevestigd

Sinds 1648 is Veghel onderdeel van de Republiek der Zeven Verenigde Nederlanden. Dit als gevolg van dat de Meierij van 's-Hertogenbosch en al haar toebehoren wordt toegewezen aan de Staten. In 1719 wordt het dorp verheven tot marktvlek en krijgt het van de Staten Generaal het privilege om wekelijks op donderdag een botermarkt te houden en per jaar vier paarden- en beestenmarkten. In 1730 mag Veghel een boterwaag oprichten, waarbij in 1733 het privilege wordt verkregen, dat alle boter die in Veghel wordt verhandeld in de Veghelse boterwaag moet zijn gewogen. De katholieke eredienst wordt verboden en de oude Sint-Lambertuskerk aan de Aa wordt aan een handjevol protestantse ambtenaren toegewezen. De Veghelse bevolking bouwt daarop in het jaar 1649 een schuurkerk direct over de landsgrens met Uden, dat destijds niet tot Brabant behoorde, maar tot het vrije Land van Ravenstein. Die kerk werd tot aan de Franse inval van 1672 gebruikt door de Veghelse parochianen en in eerste instantie ook nog door parochianen uit Sint-Oedenrode en Schijndel.
In 1672 werd de bouw van een nieuwe schuurkerk toegestaan op de plaats van de huidige Sint-Lambertuskerk te Veghel. De grond was afgestaan door de eigenaren van het kasteel Frisselstein. De nieuwe schuurkerk werd tot 1822 gebruikt.

## Franse Tijd en Koninkrijk der Nederlanden

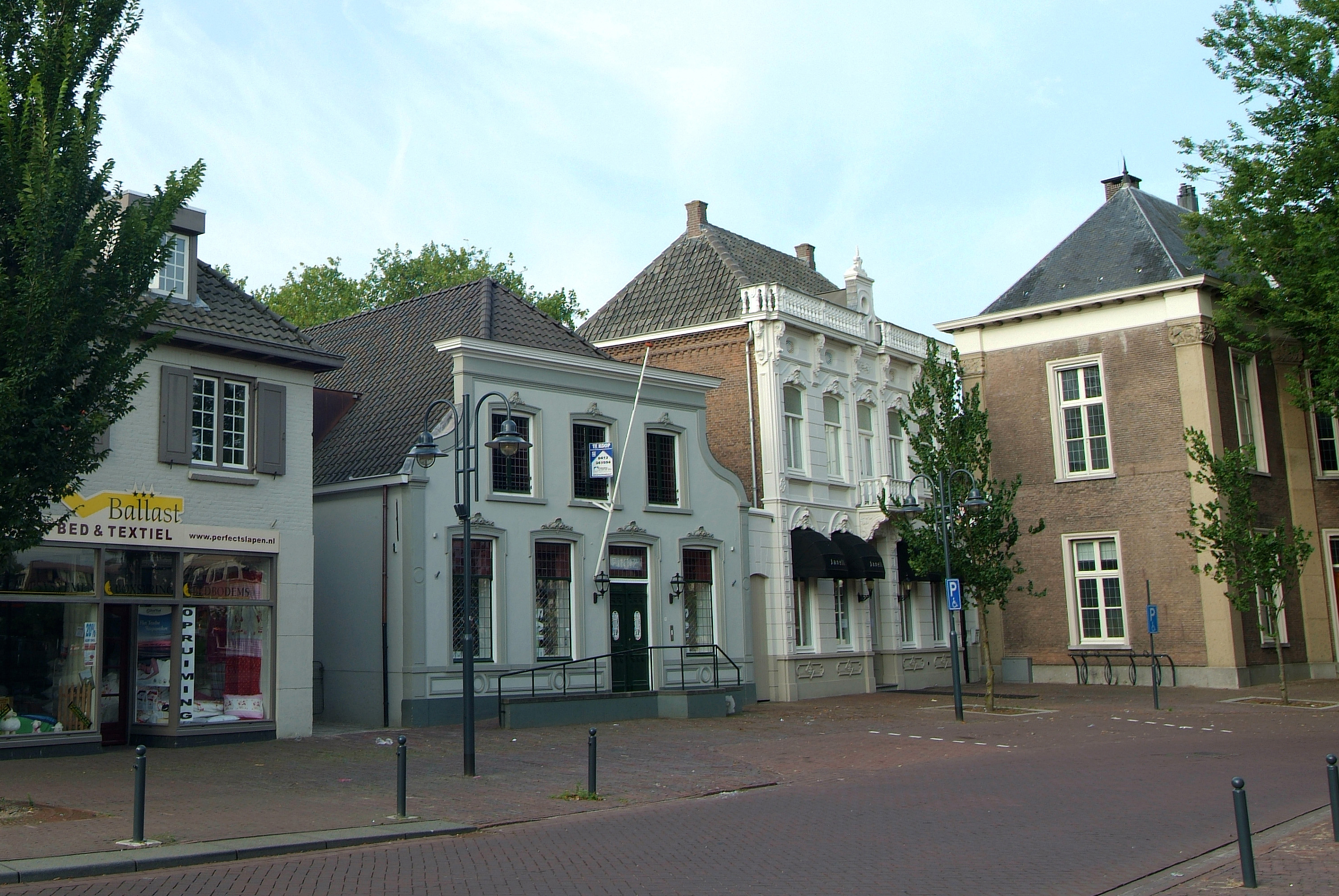
Monumentale woningen in de Hoofdstraat aan het oorspronkelijke marktplein.

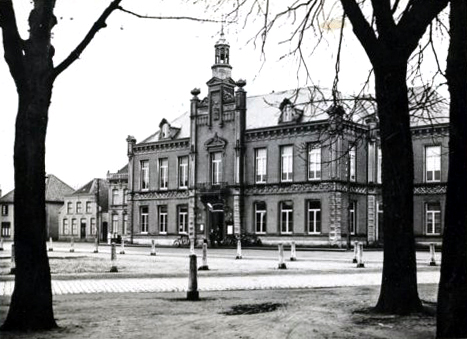
Raadhuis en kantongerecht uit 1876, omstreeks 1915

In 1795, wanneer de Fransen binnenvallen, wordt de Meierij van 's-Hertogenbosch volwaardig onderdeel van het koninkrijk der Nederlanden. Op Franse kaarten van die tijd wordt Veghel aangeduid als ville.
Na het eerste kwart van de 19e eeuw ontwikkelde Veghel zich van agrarische vlek tot een industriestadje als gevolg van de aanleg van de Zuid-Willemsvaart. De aanleg van een kanaal was al sinds eeuwen een belangrijk gespreksonderwerp voor de gemeenten in het Aa-dal. Wanneer koning Lodewijk Napoleon Veghel in 1809 bezoekt, vraagt het gemeentebestuur hem om de rivier de Aa te mogen kanaliseren en toepasselijk Lodewijksvaart te mogen noemen. Helaas komt er van die plannen niets terecht en moet men tot 1823 wachten tot de aanleg van de Zuid-Willemsvaart.
Na de Staatse periode begint Veghel op te bloeien en wordt begonnen met het oprichten van de belangrijkste monumentale gebouwen, zoals de neogotische Sint-Lambertuskerk, het oude raadhuis en kloosters. Er volgt ruim een eeuw aan vooruitgang en ontwikkeling. Zo krijgt Veghel in 1861 als een van de eerste plaatsen in Nederland een eigen gasfabriek, wordt er in 1865 een kamer van koophandel opgericht en fungeert de plaats van 1838-1933 als kantongerecht. A.J. van der Aa schrijft in 1848 in het Aardrijkskundig woordenboek:
"Het is een groot dorp, het schoonste van Peelland, liggende zeer vermakelijk aan de Aa, waarover hier een zeer schoone brug van omtrent vijf en twintig treden ligt."

## Periode rond de Eerste Wereldoorlog
Gedurende de Eerste Wereldoorlog fungeert Veghel als toevluchtsoord voor Belgen. Zij worden grotendeels ondergebracht in de kloostergebouwen van de Zusters Franciscanessen. De bevolking van Veghel krijgt te maken met het onderbrengen van verschillende regimenten Nederlandse soldaten.

## Periode rond de Tweede Wereldoorlog

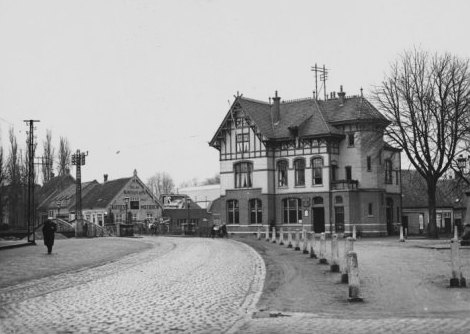
De brug over de Aa met rechts het oude postkantoor in 1934. Bij het opblazen van de brug in 1940 raakte het postkantoor zwaar beschadigd, waarna het zou worden afgebroken

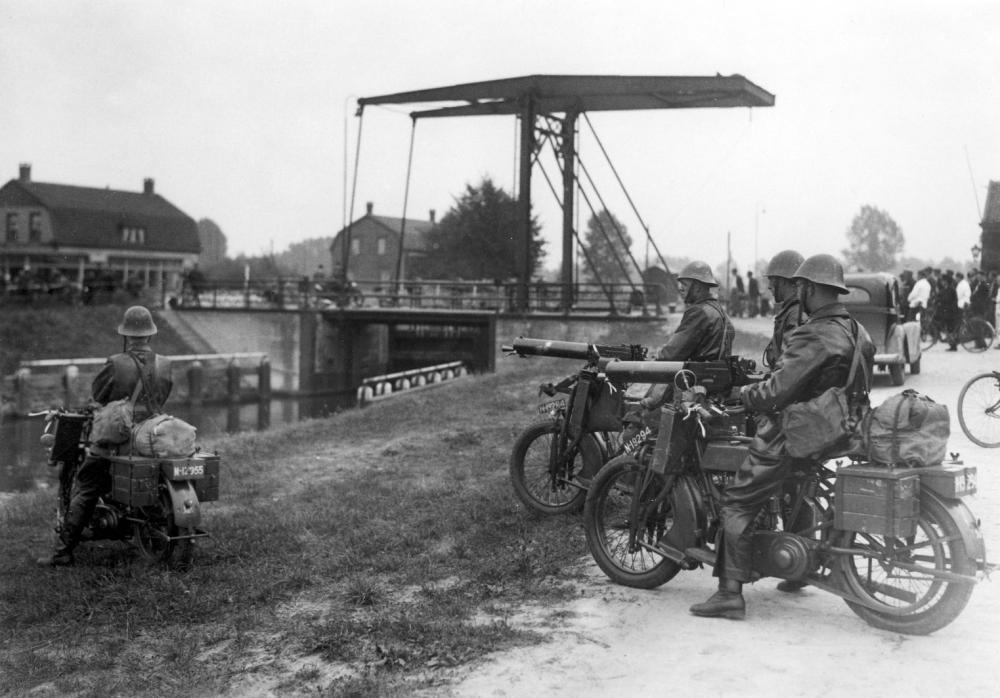
Motorbrigade bij de brug over de Zuid-Willemsvaart (Sluis 4) in Veghel, tijdens een grootschalige militaire oefening in 1936

### Duitse bezetting 1940
In 1940 werd Veghel bezet door de Duitse troepen. De Nederlandse genietroepen bliezen bij het oprukken van de Duitsers in de vroege ochtend van 10 mei de Aa-brug midden in het centrum op. Het opblazen van de brug veroorzaakte enorme schade aan de huizen en gebouwen rond de Markt en de Hoogstraat. Ook werd de spoorbrug over de Zuid-Willemsvaart opgeblazen, om de vermeende Duitse pantsertrein vanuit Mill tegen te houden.
In de vroege ochtend van zaterdag 11 mei werden verschillende inwoners van Veghel en omgeving wakker van de vele Nederlandse militairen, die 's nachts te voet of met de fiets uit de Peellinie waren teruggeroepen en zich nu langs de Zuid-Willemsvaart ingroeven. Omwonenden van het kanaal kregen het advies te vertrekken, vanwege het op handen zijnde gevecht. Nog diezelfde ochtend staken de Duitse troepen bij de Mestbrug de Aa over. Vanuit de Sluisstraat en de buurtschap De Leest trokken Duitse troepen op naar de kanaalbrug. Daarbij worden bewoners van de Sluisstraat en De Leest uit hun huizen gehaald en als levend schild gebruikt. De daarna uitgebroken gevechten aan de Zuid-Willemsvaart kostten aan verschillende Nederlandse soldaten het leven. De slechte stellingname van het Nederlands leger aan het kanaal leidde al snel tot een terugtrekking richting Sint-Oedenrode en Best, waarop de hele gemeente Veghel in Duitse handen viel. De Duitsers legden daarop in het centrum van Veghel een noodbrug aan over de Aa. De nieuwe Aabrug wordt in Duitse kranten gepropagandeerd onder het motto "Duitse soldaten helpen Ned. burgers bij het passeren van een opgeblazen brug" en krijgt de naam ‘Richard Schnell Brücke’.
Gedurende de Duitse bezetting werd ongeveer de helft van de Joodse inwoners van Veghel gedeporteerd en vermoord. Overige Veghelse Joden wisten naar het buitenland te ontkomen of doken onder. Onder andere in Veghel zorgde de plaatselijke onderduikerorganisatie voor het veilig onderbrengen van een twintigtal Joodse kinderen.

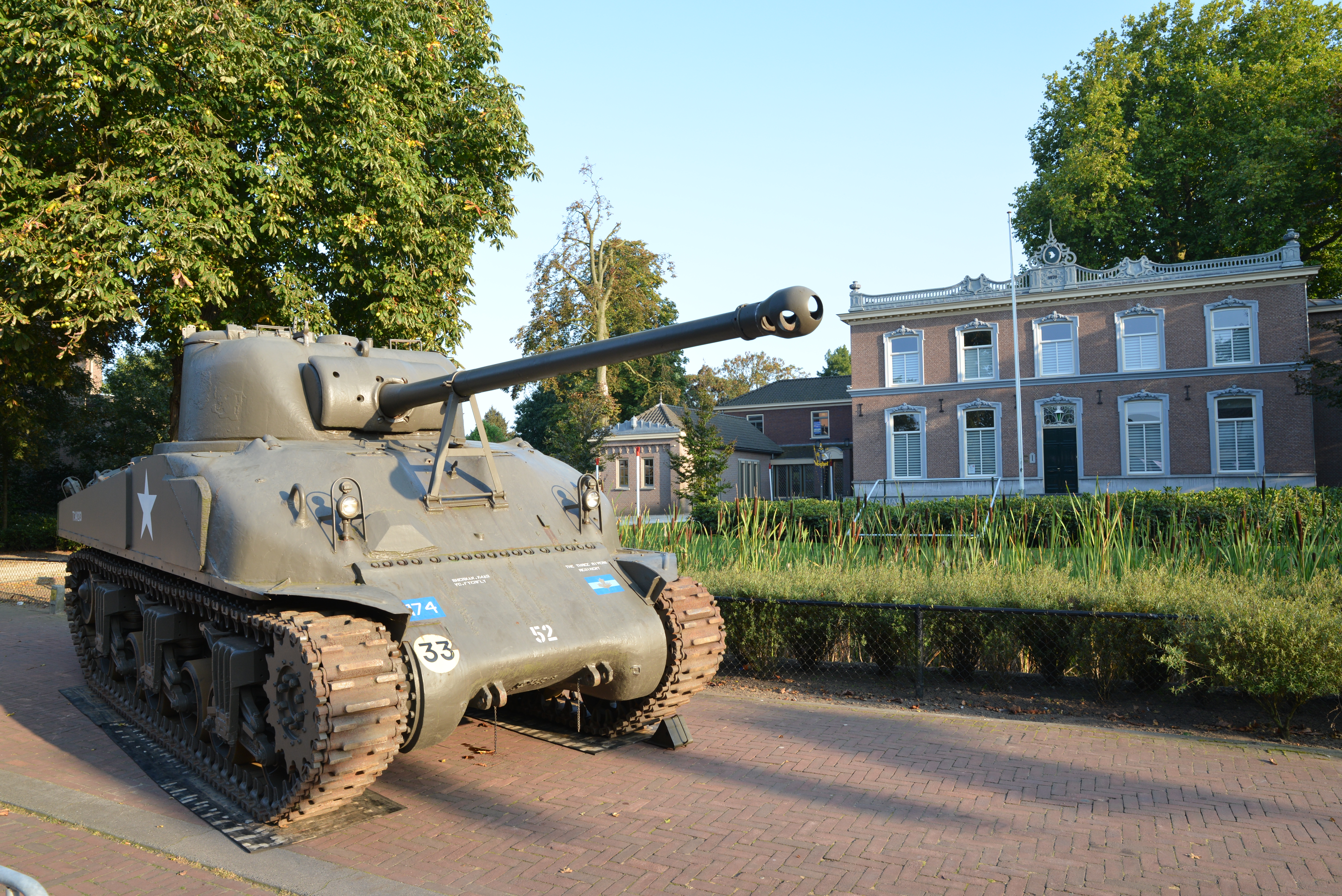
'Villa Klondike' tijdens de herdenking van Operation Market Garden in Veghel, 2014

### Operatie Market Garden 1944
Met het begin van Operatie Market Garden in 1944, werd Veghel een van de landingsplaatsen voor de 101e Airborne Divisie vanwege zijn strategische ligging. Generaal Eisenhower en veldmaarschalk Montgomery hadden de omgeving van Eerde aangewezen als landingsplaats voor het 2e en 3e bataljon van het 501ste Parachute Infantry (Geronimo) Regiment en het noorden van Veghel als landingsplaats voor het 101st Airborne Division. Zij hadden de belangrijke taak om de corridor (die dwars door Veghel liep) naar Nijmegen te veroveren en open te houden voor de doortocht van het Britse 30e Legerkorps. In de corridor in Veghel lagen de strategische bruggen over de Zuid-Willemsvaart en de Aa. Ook lagen hier twee spoorwegbruggen in het Duits Lijntje.
Duitse soldaten probeerden vanuit Schijndel via het Duits Lijntje Veghel te heroveren. Dat liep uit op felle gevechten rond de corridor tussen Veghel en Eerde, waar Duitse soldaten de bruggen over het kanaal probeerden te veroveren. De Amerikanen besloten met de Duitsers in Schijndel af te rekenen en bezetten het dorp op 22 september. Ondertussen vonden er vanuit oostelijke richting hevige Duitse aanvallen plaats op Veghel en de corridor. Daarbij slaagden de Duitsers er in om bij Eerde in het westen en Mariaheide in het oosten de corridor te doorbreken. Rond het Havelt werd hard gevochten en vlogen verschillende boerderijen in brand.
De aanvallen op Veghel konden pas op zaterdag 23 september worden afgeslagen dankzij versterkingen voor het 2e bataljon van het 501ste Parachute Infanterie Regiment dat Veghel verdedigde. Ook op 24 september gingen de gevechten door. Er werd hevig gevochten om Eerde, dat vanuit de Eerdse Bergen door de Duitsers bestookt werd. Het kerkdorp raakte zwaar beschadigd. Terwijl de Amerikanen met veel doorzettingsvermogen de zandduinen rond Eerde schoonveegden, doorbraken de Duitsers bij de Koevering de corridor en namen stelling bij de buurtschap Logtenburg. Van daaruit werden er pogingen ondernomen om de kanaalbrug bij Veghel te vernietigen. Maar door Amerikaanse en Engelse aanvallen op de Duitsers bij Logtenburg werd dit voorkomen. Tegen de avond van 25 september was de corridor onder Veghel weer open.
Op 26 september werd de laatste Duitse tegenstand tussen Eerde, Sint-Oedenrode en Schijndel uitgeschakeld en was het lot beslist ten gunste van de geallieerden. Zij richtten Huize Rustplaats in het centrum van Veghel in als hoofdkwartier voor kolonel Johnson, waarna het de naam Klondike kreeg. Aan deze belangrijke episode herinnert de gevelsteen met daarop het embleem van de Airborne de screaming eagle. Naast Villa Klondike opende prinses Irene in 1959 het Airborne-monument.